# Eurotransplant
Fundația Internațională Eurotransplant, cunoscută simplu ca Eurotransplant, este o organizație non-profit internațională responsabilă cu încurajarea și coordonarea transplantărilor de organe în Austria, Belgia, Croația, Germania, Ungaria, Luxemburg, Țările de Jos și Slovenia. Organizația a fost creata de către Jon J. van Rood în 1967, dar oficial înregistrată în 12 mai 1969. Sediul central se află în orașul Leiden din Țările de Jos.
Toate clinicile de transplantare, laboratoarele și spitalele implicate în transplantări din țările membre în care au loc donații de organe sunt incluse în programul de schimb. Eurotransplant ajută la coordonarea dintre aceste instituții cu scopul de a face mai eficientă distribuirea și alocarea organelor donate. Organizația promovează de asemenea cercetarea în domeniul transplantărilor și încearcă să crească gradul de conștientizare a opiniei publice asupra beneficiilor donării de organe .
Alte instituții similare sunt Scandiatransplant din Islanda, Norvegia, Finlanda, Danemarca și Suedia; Balttransplant din Estonia, Letonia, Lituania; NHS Blood and Transplant din Marea Britanie.